# 和気時雄
和気 時雄（わけ の ときお）は、平安時代前期の官人。官位は外従五位下・大和介。

## 経歴
左少史在職中の貞観2年（860年）京師および諸国にて仁王経が講じられた際、行事の司を務める。右大史を経て、貞観6年（864年）讃岐朝臣から和気朝臣に改姓する。のち左大史に転じ、貞観9年（867年）外従五位下・豊前権介に叙任される。その後、山城権介を経て、貞観11年（869年）大和権介に任ぜられ、翌貞観12年（870年）大和介に昇格するなど、清和朝中盤は地方官を歴任している。

## 官歴
『日本三代実録』による。
- 時期不詳：正六位上
- 貞観2年（860年） 4月29日：見左少史
- 時期不詳：右大史
- 貞観6年（864年） 8月17日：讃岐朝臣から和気朝臣に改姓
- 時期不詳：左大史
- 貞観9年（867年） 正月7日：外従五位下。正月12日：豊前権介
- 時期不詳：山城権介
- 貞観11年（869年） 正月13日：大和権介
- 貞観12年（870年） 正月25日：大和介